# Baryphas parvulus
Espèce
Baryphas parvulus est une espèce d'araignées aranéomorphes de la famille des Salticidae.

## Distribution
Cette espèce est endémique du KwaZulu-Natal en Afrique du Sud,. Elle se rencontre vers Ndumo.

## Description
La femelle holotype mesure 5,40 mm.

## Systématique et taxinomie
Cette espèce a été décrite par Haddad et Vickers en, 2024.

## Publication originale
- Haddad & Vickers, 2024 : « The genus Baryphas Simon, 1902 (Araneae: Salticidae) in South Africa, with the description of a new species. » Arachnology, vol. 19, no 9, p. 1152-1164.